# Phoenicoprocta amazonica
Phoenicoprocta amazonica là một loài bướm đêm thuộc phân họ Arctiinae, họ Erebidae.